# Zeltia Montes
Zeltia Montes Muñoz (Madrid, 22 de marzo de 1979) es una compositora musical española, especializada en bandas sonoras de películas.

## Biografía
Nació en Madrid en 1979. De madre madrileña y padre gallego, ingresó en el Conservatorio de Madrid y a los nueve años comenzó a componer. En 2002 recibió los títulos de profesora de piano y de solfeo y posteriormente se especializó en música moderna. En 2005 se trasladó al Berklee College of Music de Boston, donde estudió con John Bavicchi, Tom McGah o Dennis Leclaire. En 2007 se graduó con "summa cum laude" especializándose en bandas sonoras, y fue elegida compositora de su orquesta sinfónica contemporánea. En 2008 se trasladó a Los Ángeles y vive entre España y los Estados Unidos.

### Trayectoria musical
En 2008 compuso su primera banda sonora, para la película Pradolongo de Ignacio Vilar, y por la que ganó el Premio Jerry Goldsmith, el Premio Mestre Mateo a la mejor música original y la Medalla de Oro a la excelencia en el Park City Film Music Festival. En 2010 compuso la banda sonora de La tropa de trapo en el país donde siempre brilla el sol, por la que ganó nuevamente el premio Jerry Goldsmith y la Medalla de Oro a la Excelencia en el Park City Film Music Festival. En 2015 fue nominada al Gaudí a la mejor música original por Rastros de sándalo, y en 2015 ganó el Premio Mestre Mateo a la mejor banda sonora por A Esmorga. En 2017 fue nominada al Goya a la mejor canción original por el documental Frágil equilibrio y en 2019 por Adiós fue nominada al Premio Feroz a la mejor música original y a la Medalla del CEC a la mejor música. La banda sonora compuesta por Zeltia Montes para el documental Desenterrando Sad Hill fue candidata a los Premios Goya de 2019 a la mejor música original.
Recibió el Goya de 2022 a mejor música original por la composición para la película El buen patrón, siendo la cuarta mujer en recibir una nominación y la tercera en conseguirlo.

## Filmografía
- Pradolongo (2008)
- El camino del Cid (serie documental, 2008)
- Los cabeza de trapo en el país donde siempre brilla el sol (2010)
- Vilamor (2012)
- Rastros de sándalo (2014)
- El médico atento (2015)
- A Esmorga (2015)
- Frágil equilibrio (2016)
- Desenterrando Sad Hill (2017)
- Atlánticas (serie de televisión, 2018)
- Adiós (2019)
- El silencio del pantano (2019)
- Uno para todos (2020)
- El buen patrón (2021)[15]